# Pozuel del Campo (kommun)
Pozuel del Campo är en kommun i Spanien.   Den ligger i provinsen Provincia de Teruel och regionen Aragonien, i den centrala delen av landet, 190 km öster om huvudstaden Madrid.